# گرمرینگ
شهر گرمرینگدر ایالت بایرن در کشور آلمان واقع شده‌است.